# Кучкаров, Махамаджон
Махамаджон Кучкаров (1938 — ?) — бригадир колхоза имени Димитрова Кувинского района, Ферганской области (Узбекская ССР). Полный кавалер ордена Трудовой Славы (1984).

## Биография
Родился в 1938 году в Кувинском районе Ферганской области Узбекской ССР (ныне — Узбекистан) в многодетной семье семье колхозника. Узбек.
Окончил среднюю школу. С 1956 года — тракторист колхоза имени Димитрова Кувинского района Ферганской области Узбекской ССР. Служил в Советской Армии. После увольнения из Вооружённых сил возвратился на прежнее место работы, позже стал бригадиром в этом же колхозе.
Немало усилий пришлось приложить бригадиру для создания работоспособного коллектива. Благодаря внедрению передовых методов труда урожай хлопчатника повысился на 11 центнеров и составил 33 центнера.
Указами Президиума Верховного Совета СССР от 14 февраля 1975 года и от 25 декабря 1976 года награждён орденами Трудовой Славы 3-й и 2-й степени.
За четверть века работы в колхозе накопил большой практический опыт возделывания хлопчатника, стал мастером по выращиванию высоких и устойчивых урожаев этой культуры Руководимая им бригада ежегодно увеличивала производство и продажу хлопка-сырца, собирая с каждого гектара по 50 центнеров. Бригада являлась районной школой передового опыта. Являлся наставником молодёжи, избирался в состав профсоюзных органов.
Указом Президиума Верховного Совета СССР от 7 января 1983 года за самоотверженный высокопроизводительный труд, большие успехи, достигнутые во всесоюзном соцсоревновании в ознаменование 60-летия образования СССР, долголетнюю безупречную работу в одном хозяйстве Кучкаров Махамаджон награждён орденом Трудовой Славы 1-й степени. Стал полным кавалером ордена Трудовой Славы (первым в Узбекской ССР).
В 1980-е годы продолжал руководить бригадой в своём колхозе. Сведения о дальнейшей судьбе отсутствуют.

## Награды и звания
Награждён орденами Трудовой Славы 1-й, 2-й, 3-й степеней: 3 ст. 14.02.1975 № 4966
2 ст. 25.12.1976 № 2690
1 ст. 07.01.1983 № 18
- Медаль «За трудовую доблесть»
- медалями[1].